# Lashtovanni
Lashtovanni (del ruso: Лаштованный) es un posiólok del raión de Leningrádskaya del krai de Krasnodar, en Rusia. Está situado en la cabecera del río Miguta, en las llanuras de Kubán-Priazov, 17 km al sureste de Leningrádskaya y 134 km al norte de Krasnodar, la capital del krai. Tenía 33 habitantes en 2010.
Pertenece al municipio Obraztsóvoye.